# حرب غرناطة

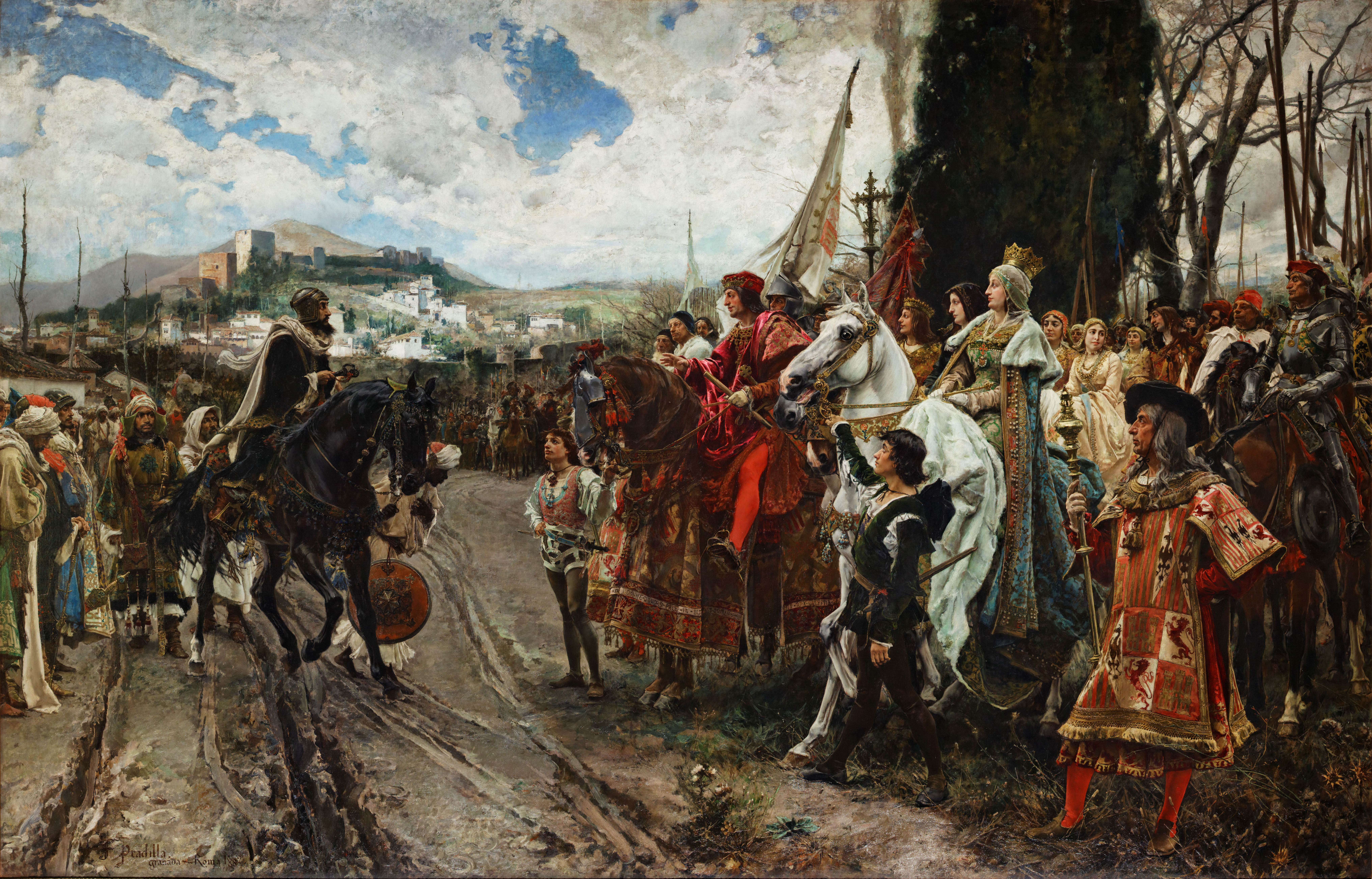
لقاء أبوعبدالله الصغير بفرديناند وإيزابيللا

حرب غرناطة هي سلسلة من الحملاتِ العسكريةِ بين عامي 1482 و1492 أثناء عهدِ الملوكِ الكاثوليكيينِ (los Reyes Catَolicos) إيزابيلا الأولى ملكة قشتالة وفرديناند الثاني ملك أراغون ضدّ إمارةِ غرناطة التي كانت تحت حكم النصريين والتي انتهت بهزيمةِ غرناطة وإلحاقها بمملكة قشتالة، وبذلك انتهت القاعدةً الإسلاميةً - الأندلس التي أقيمت على شبه الجزيرة الآيبيريهِ وبسقوط غرناطة انتهت حروب الاسترداد.
إن حرب غرناطة التي استمرت لعشَر سَنَوات لم تكَن جُهدا مستمرا بل كانت سلسلة من الحملاتِ الموسميّةِ تنطلق في الربيع ويتم إيقافها شتاء. وقيما كان أهل غرناطة منهمكون في نزاعِ داخليِ وفي حرب أهليةِ طاحنة؛ كان المسيحيون عموما قد توحّدوا. وقد شهدت هذه الحربُ أيضا الاستعمالَ الفعّالَ للمدفعيةِ مِن قِبل المسيحيين لإخضاع المدن التي كان يتطلب إخضاعها حصارا طويلا. لقد أنهت معركة غرناطة الحاسمة في 2 يناير 1492 حروب الاسترداد حيث قام الأمير محمد الثّاني عشر أمير غرناطة أبو عبد الله الصغير بتسليم إمارةَ غرناطة ومدينة غرناطة وقصر الحمراء إلى الإسبان حيث ما زالَ مجلس مدينة غرناطة يَحتفلُ في ذلك التأريخ من كُلّ سَنَة بتلك المناسبة.
كانت هذه الحرب مشروعا مشتركا بين مملكةِ إيزابيلا قشتالة وليون، ومملكة فيردناند «آراجون». اللتين تم توحيدهما في مملكة إسبانبا بعد جيلين بواسطة الورثة جوانا القشتالية وشارل الخامس الإمبراطور الروماني المقدّس عام 1516.
إن معظم القوَّاتِ والأموالِ التي تكلفتها الحربِ حيث جاءت مِنْ مملكة قشتالة ولذا فقد ضُمّتْ غرناطة إلى أراضي قشتالة بينما كان التاج الآراجونى أقل أهمية في هذه الحرب فبمعزل عن الحضورِ اللشخصى للملكِ فيردناند قدمت آراجون عوناً بحرياً وأسلحة وبَعْض القروضِ الماليةِ. تم إغراءَ الأرستوقراطيون بمنحهم أراض جديدة بينما قام فيردناند وإيزابيلا بدعم حكمهما المركزى وقوَّتهما.

## شبه الجزيرة الأيبيرية والأندلس في أواخر القرن الخامس عشر الميلادي
ظلت إمارة غرناطةْ الدولة الإسلاميةَ الوحيدةَ في الأندلس – شبه الجزيرة الأيبيرية - صامدة في وجه الإسبان بينما تساقطت الولايات الأخرى لخلافةِ قرطبة في حروب الاسترداد. بحلول العام 1400 كانت غرناطة لا تزال دولة غنيةَ وقويَّةَ، فيما كانت الممالك المسيحية مقُسّمةْ وتقاتل بعضها البعض. بَدأتْ مشاكلُ غرناطة تزداد سوءا بموت الأميرِ يوسف الثّالث في العام 1417. فالصراع على الخلافة جَعلَ غرناطة في حرب أهلية مستمرة ِ تقريباً، والولاء للعشيرةِ أصبح أقوى من الولاء للأميرِ مما جعل تقوية سلطة الأمير من الصعوبة بمكان، ففى معظم الأحيان كانت الأرض الوحيدة التي يسيطر عليها الأمير بصورة فعلية هي مدينةَ غرناطة نفسها. حتى إنه أحياناً لم يكن هناك أمير واحد ْ يُسيطر على كُلّ المدينة فقد كان هناك أمير يُسيطرُ على قصر الحمراءِ، وآخر يحكم منطقة البيازين المنطقة الأكثر أهميةً لغرناطة.
أضعفَ هذا القتال الداخليِ الحالةِ كثيراً. تدهور الاقتصاد، خزف غرناطة المشهور عالمياً تمت عرقلة إنتاجه ومنافسته مِن قِبل Manises بلدة قُرْب فالينسيا. كانت الضرائب ما تزال ُ في مستواها المرتفع كالسابق لدَعْم دفاعاتِ غرناطة الشاملة وجيشها الكبير. ولكن الضرائب الثقيلة التي فرضها الأميرِ أبوالحسن علي (1464 - 1485) أسهَمت كثيراً في تضاؤلِ شعبيته. ولكن هذه الضرائبِ ساهمت على الأقل في تكوين جيش محترم فقد نجح أبوالحسنَ في إخماد الثوراتِ المسيحيةِ التي نشبت في أراضيه، وبَعْض المراقبين خَمّنوا بأنّه يستطيع أَنْ يُحشّدَ حوالى 7,000 فارس.
بموت هنري الرابع ملك قشتالة في ديسمبرِ 1474، إندلعت حرب الوراثة القشتالية بين ابنة هنري جوانا وبين أخت هنري غير الشقيقة إيزابيلا. ثارت الحرب بين عامى 1475 – 1479، في هذه الأثناء تم إهمال الحدود مَع غرناطة عملياً؛ بل إن قشتالة لم تهتم حتى بالحصول على التعويضِ في غارة 1477 على حدودها. تم الاتفاق على هدنات بين الجانبين في الأعوام 1475 و1476 و1478. في العام 1479 انتهت حربُ الوراثة بانتصارإيزابيلا. كما أن زواج إيزابيلا من فرديناند ملك آراجون في العام 1469 قد وحد المملكتين القويَّتين قشتالة وآراجون وأنهى الحرب الداخلية بينِ مسيحيي إسبانيا هذه الحرب التي ساعدتَ غرناطة على البقاء.

## الاستفزاز وردة الفعل

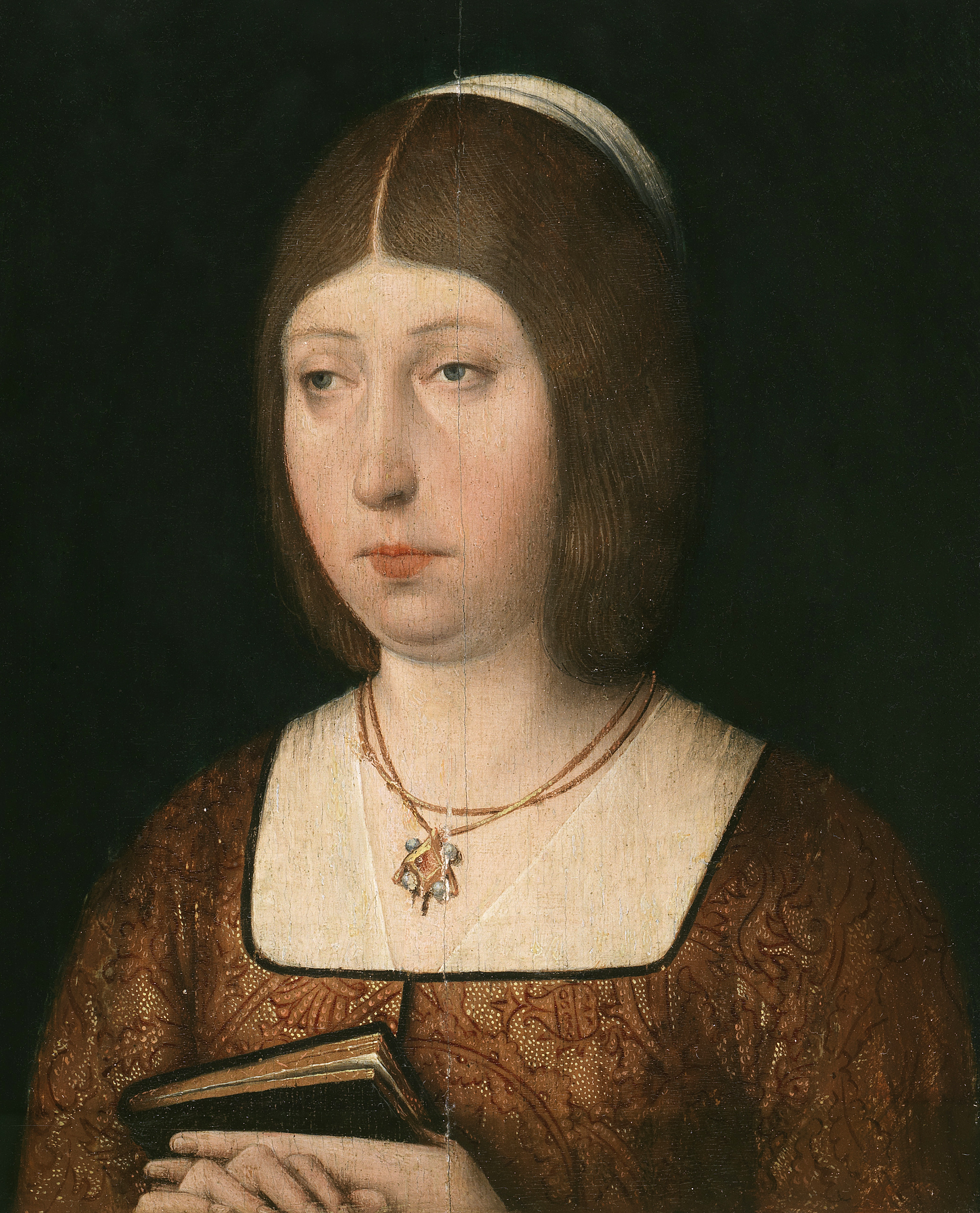
الملكة إيزابيللا

كانت هدنة 1478 نظرياً سارية المفعول عندما قامت إمارة غرناطة بهجوم مفاجئ على مدينة الزهراء في ديسمبر عام 1481، كانتقام لغارة مسيحية سابقة. سَقطَت البلدة وسيق السكان عبيدا. كان هذا الهجومِ استفزازا كبيرا. رد الإسبان بالاستيلاء على الحمة وكان هذا البِداية الرسميةَ لحربِ غرناطة. حاول أبو الحسن أخذ الحمة ثانية بحصارهاِ في مارس لكنه فشل في ذلك. أقفلت التعزيزات القادمة من قشتالة وآراجون الطريق أمام إمكانيةِ استعادة المدينة مرة أخرى في أبريل 1482 ؛ ثم قام الملك فرديناند بالقدوم شخصيا واستلام القيادةَ في الحمة في 14 مايو عام 1482.
قام المسيحيون بمُحَاصَرَة لوشة لكنهم أخفقوا في أَخْذ البلدة. استمرّتْ الحرب حتى عام 1483 حيث تمكن أَخ أبو الحسن الزغل من هَزيمة الجيشَ المسيحيَ قُرْب مالقة في معركةِ Axarquia.
عام 1485 قام الأمير الزغل بطرد الأمير أبوعبدالله الصغير الذي خرج على والده أبوالحسن من منطقة البيازين التي كانت مركز قوته كما قام الزغل بإدارة البلاد بنفسه بعد أن قام بعزل أخيه المسن عن العرش والذي توفى بعد فترة قصيرة وأجبر الأمير أبوعبدالله على الفرار والالتجاء إلى حماية فرديناند وإيزابيللا. ومع استمرار الانقسام في صفوف المسلمين وللدهاء الذي أبداه ماركيز قادس تم الاستيلاء على النقاط المهمة المؤدية إلى غرناطة بسرعة غريبة في 1485.
سقطت روندا في يد الماركيز في غضون 15 يوم بعد مفاوضات مع زعماء المدينة وبسقوطها سقطت أيضا ماربيللا قاعدة أسطول غرناطة.

## الأيام الأخيرة لغرناطة
بسقوط بازة ووقوع الزغل في الأسر في العام 1490 بدا أن الحرب كما لو أنها قد انتهت وهذا ماعتقده كل من فرديناند وإيزابيللا.
ولكن الأمير أبوعبدالله الصغير لم يكن سعيدا بما حصل عليه من تحالفه مع فرديناند وإيزابيللا فالأراضى التي وعد بها من قبل الملكين من المحتمل أنها كانت تدار من قبل قشتالة ولذا فقد قام بإلغاء تبعيته لهما وقام بإعلان الحرب علي الملكين الكاثوليكيين مع أنه لم يكن يسيطر إلا على مدينة غرناطة نفسها وجبال البشرات.
كان واضحا لأبى عبد الله الصغير أن هذه المواقع لايمكن الاحتفاظ بها على المدى الطويل في ظل الظروف الراهنة ولذا فقد قام بطلب مساعدات عاجلة وملحة من خارج الجزيرة، سلطان مصر المملوكي الناصر محمد قام بتوبيخ الملك فرديناند بلطف لشنه الحرب على غرناطة، فالحرب المستمرة التي كان يخوضها مماليك مصر ضد الأتراك العثمانيين لم تعط الرغبة للمماليك لقتال الإسبان الذين كانوا هم بدورهم أعداء للأتراك العثمانيين. لجأ أمير غرناطة إلى طلب المساعدة من سلطان المغرب
ولكن التاريخ لم يسجل أي استجابة منه فيما استمر شمال أفريقيا في تزويد قشتالة بـ القمح طيلة فترة الحرب واحتفظ بعلافات تجارية جيدة معها وعلاوة على ذلك وعلى أية حال فإن غرناطة لم تعد تملك أي نقطة ساحلية تستطيع عن طريقها تلقى المعونات من البحر.
حصار غرناطة الذي دام ثمانية أشهر بدأ في أبريل 1491. الوضع الداخلي للمدافعين عن المدينة بدأ يسوء بشدة كما تضاءلت القوات التي تحمى المدينة أثناء الحصار وبدأ الوزراء في التآمر ضد بعضهم البعض، رشوة كبار موظفى الدولة كانت متفشية بشدة حتى أن أحد مستشارى الأمير أبوعبدالله بدا أنه كان يعمل لحساب قشتالة طوال هذه المدة.
تم توقيع معاهدة غرناطة في الـ 25 من نوفمبر العام 1491 والتي منحت المدينة شهرين للاستسلام وبعد مناقشة الشروط والتي اعتبرت جيدة بالنسبة للمدينة تم تسليم المدينة في الـ 2 من يناير العام 1492، وقام الأسبان بإدخال بعض الفرق إلى قصر الحمراء في ذلك اليوم تحسبا لحدوث أي نوع من المقاومة ولكن شيئا من ذلك لم يحدث وهكذا انتهى صمود غرناطة.

## دور التكتيك الحربي والتطور التقني في الحرب
إن من أبرز المظاهر التي يمكن ملاحظتها في هذه الحرب هو الدور القوى والفعال في الاستخدام الموسع للمدافع والذي أدى استخدامها إلى تقصير أمد الحصار لبعض المدن. بدأت قشتالة وآراجون الحرب بعدد قليل من المدافع ولكن فرديناند استعان في هذا المجال بالخبرة الفرنسية والبورغوندية، كما أن المسيحيين قاموا بزيادة أعداد قواتهم بشكل ملحوظ. وعلى العكس فإن المسلمين كانوا متخلفين بمراحل في استعمال المدفعية وعامة لم يستعملوا إلا القطع التي حصلوا عليها من المسيحيين بصورة عرضية. كتب المؤرخ ويستون كوك. جى آر «إن قوة النار الناتجة عن البارود وعمليات الحصار التي استخدمت فيها المدفعية هي التي أدت إلى الانتصار في حرب غرناطة، أما العوامل الأخرى في النصر الإسبانى فقد كانت عوامل ثانوية»، بالإضافة إلى ذلك فقد تم استخدام نوع بدائى من القرابينات وإن كان في نطاق ضيق.
إن سلاح الفرسان الثقيل كان عاملا غير مهم في هذه الحرب بعكس ما كان عليه في الحروب السابقة فقد تم تعويضها بالخيالة الخفيفة فالحروب التي كانت تجرى في أرض مفتوحة والتي كان للخيالة الثقيلة دور بارز فيها أصبحت نادرة فجيش غرناطة الذي كان عدده يقل عن الجيش الإسباني كان يتحاشى حروب الأرض المفتوحة، كما قام القشتاليون بتوظيف عدد كبير من الرجال المساعدين، فقد تم تجنيد عدد هائل من العمال في العام 1483 لتدمير المحاصيل ونهب الأرياف عوضا عن الاشتراك بشكل مباشر في الحرب، وقام المسيحيون بشق الطرق في المناطق الجبلية لإيصال الغذاء والإمدادات إلى الجيش.
سياسيا، أصر الكثير من النبلاء على قيادة قواتهم بأنفسهم ومع ذلك فقد تمكن فرديناند وإيزابيللا إلى حد كبير من توجيه الجيش كوحدة واحدة، وفي هذه الأثناء كانت غرناطة تعانى من الحرب الأهلية مما أعاق إيجاد قيادة موحدة.

## أصداء سقوط غرناطة

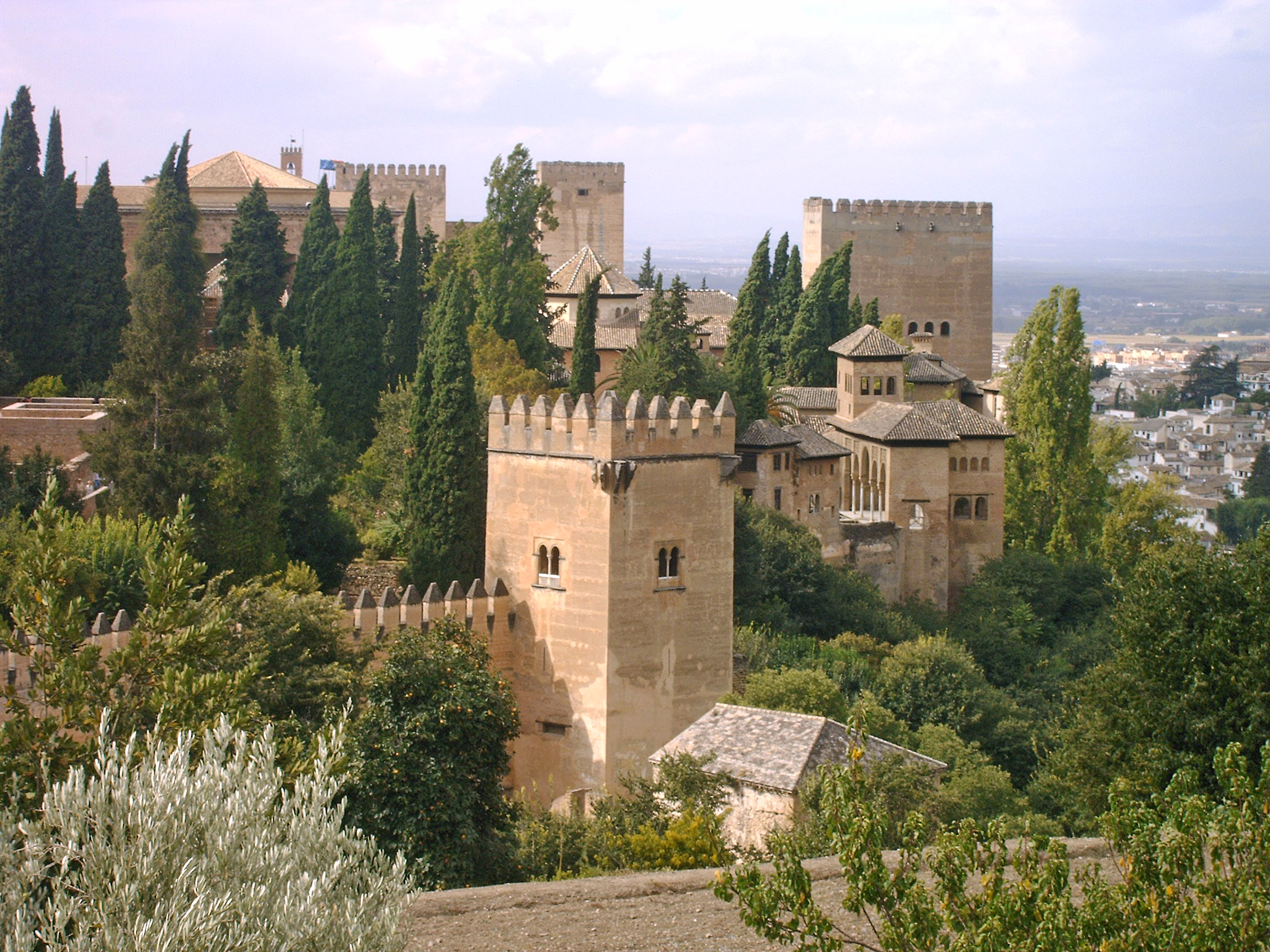
قصور الحمراء

لقد تم اعتبار استسلام غرناطة كضربة قوية للإسلام وانتصار للمسيحية وقامت الدول المسيحية بتقديم تهانيها الحارَّة إلى الملكين فرديناند وإيزابيللا، بينما كان رد فعل المؤرخين المسلمين مأساويا. في قشتالة وأراجون أقيمت الاحتفالات في الشوارع وكذلك مباريات مصارعة الثيران سنة 118 هـ. 